# Jean Vintzel
Jean Vintzel, né le 18 septembre 1942 à Ambérieu-en-Bugey (Ain), est un dirigeant sportif français, président de la Fédération sportive et culturelle de France de 2002 à 2012.

## Biographie
Sa première licence sportive remonte à 1951, alors qu'il a neuf ans et commence à taper dans un ballon à l'association Saint-Jean de Cachan (Val-de-Marne), un patronage paroissial catholique.
Il reconnait y avoir été marqué par les valeurs humanistes et évangéliques et plus particulièrement par l'influence d'Henri Blavat alors président de la Saint-Jean. Depuis 1951, il pratique puis est devenu dirigeant en football, tennis et tennis de table au Club olympique de Cachan, né de la fusion de la Saint-Jean avec le club Cachan Sport en 1988. 
Ingénieur, chef de bureau du centre de recherche d'expertise et de contrôle des eaux de Paris, Jean Vintzel est père de deux filles.
Depuis 1996, il est président d’honneur du comité de jumelage et des relations internationales de la ville de Cachan.

### La FSCF
Devenu à son tour secrétaire puis président de la Saint-Jean, Jean Vintzel est appelé successivement aux échelons départemental, régional et national de la Fédération sportive et culturelle de France (FSCF). Après avoir intégré le comité régional de la ligue d'Île-de-France de la FSCF au titre de président de la commission régionale de football, il devient secrétaire puis président de la commission fédérale de football en 1984. Élu au comité-directeur fédéral en 1988, il en devient premier vice-président en 1992 et succède à Clément Schertzinger à la présidence en 2002.
Devant faire face aussitôt au départ à la retraite de Jean-Marie Jouaret, directeur des services depuis 1986, il parvient à convaincre une élue du comité-directeur, Betty Weiss, d'assumer cette charge. Après dix années de présidence sa succession est confiée le 23 novembre 2012 à Christian Babonneau.
Comme président de la FSCF, il lui revient entre autres :
- d'organiser en 2008 un important colloque universitaire à Cergy-Pontoise (Val-d'Oise)[4] pour les 110 ans de la FSCF ;
- d'organiser en 2009 les jeux d'hiver de la Fédération internationale catholique d'éducation physique et sportive (FICEP) dans les stations de Val Cenis et de Bessans[5] ;
- d'organiser du 28 au 30 avril 2011 à Nancy (Meurthe-et-Moselle) un congrès réunissant les représentants de treize pays pour y célébrer le centenaire[LJ 1] de la création en cette ville de l’Union internationale des œuvres catholiques d’éducation physique (UIOCEP) devenue en 1947 la FICEP.

Membre du conseil d'administration puis du conseil d'orientation de l'Office franco-allemand pour la jeunesse (OFAJ) depuis 1987 et élu au Comité national olympique et sportif français (CNOSF) bien avant d'accéder à la présidence de la FSCF, il est également engagé sur le plan national et international.

### Sur le plan national
Proposé par la FSCF à la succession de Robert Pringarbe, il est élu au conseil d'administration du CNOSF  en 1989 où il est reconduit jusqu'en 2013, année où il atteint la limite d'âge pour pouvoir continuer à se présenter à l'élection. Il y assume les fonctions de :
- président du collège des fédérations et unions affinitaires ou multisports de 1993 à 2001 puis à nouveau de 2005 à 2013 ;
- membre fondateur — avec Claude Collard, Henri Sérandour et Pierre Rostini — de l’Académie nationale olympique française (ANOF) en 1994, il en devient secrétaire général en 2001 puis président[8] le 21 novembre 2009 en succédant à André Leclercq. Il quitte cette fonction le 18 novembre 2017[9].

Il est aussi :
- membre du Conseil national des activités physiques et sportives (CNAPS) de 2004 à 2009 ;
- membre du conseil d’administration de la Conférence permanente des coordinations associatives (CPCA) depuis le 5 juillet 2012 ;
- vice-président du Comité français Pierre-de-Coubertin depuis le 15 mars 2018[10], chargé des affaires intérieures.

### Sur le plan international
Il est :
- membre de la commission de l’Académie internationale olympique (IOA) depuis 1976 et président depuis 1988 ;
- membre de la commission sportive de la FICEP de 1988 à 1992 ;
- membre du comité-directeur de la FICEP[11] depuis 2002, puis vice-président de 2011 à 2015[LJ 3] ;
- secrétaire général de l'Association francophone des académies olympiques[12] (AFAO) depuis sa création en 2009[LJ 4] à Beyrouth (Liban) à l’occasion des Jeux de la Francophonie ;
- membre du conseil d'administration puis du conseil d'orientation de l'OFAJ depuis 1987.

### Notoriété
Les éléments de notoriété concernant Jean Vintzel sont les suivants :
- de 1982 à 1988, il est membre du comité directeur du Val-de-Marne de la Fédération française de football (FFF) ;
- par arrêté du Premier ministre en date du 27 avril 1990 (publié au Journal officiel du 29 avril 1990), Jean Vintzel est nommé membre du Conseil national de la vie associative (CNVA)[LJ 5].

### Distinctions
Jean Vintzel est titulaire des distinctions suivantes :
- en 1988,  Médaille de la jeunesse, des sports et de l'engagement associatif, or ;
- en 1998, prix national « carrière dirigeant » Fernand Sastre décerné par l'Association française pour un sport sans violence et pour le fair-play (AFSVFP) ;
- en 2003, médaille de bronze du Comité départemental des médaillés de la jeunesse et des sports du Val-de Marne ;
- en 2004, médaille d’or de l’Académie des sports[LJ 6] ;
- en 2006, trophée « Sport et communauté » décerné par le Comité international olympique (CIO) au regard de son action au sein du CNOSF et plus particulièrement de l'OFAJ[LJ 7] ;
- en 2008, médaille d'argent du Comité départemental des médaillés de la jeunesse et des sports du Val-de Marne ;
- en 2008, chevalier du Mérite de la République malgache[LJ 8] ;
- en 2012,  Chevalier de la Légion d'honneur[13] ; cette décoration lui est remise à La Baule, le 24 novembre 2012, par Denis Masseglia, président du CNOSF[14] à l'occasion du 100e congrès de la FSCF qui marque également la fin du mandat de Jean Vintzel à la présidence de cette fédération ; le nouveau comité directeur, présidé par Christian Babonneau, le nomme président d'honneur de la FSCF ;
- le 23 avril 2014, médaille d’or du rayonnement culturel décernée par La Renaissance française[N 1] ;
- le 11 avril 2015, il reçoit l'épingle d'or de la FICEP en reconnaissance de ses nombreuses années d'engagement à l'international[LJ 3].